# Deborah Cavendish, Duquesa de Devonshire
Deborah Cavendish, Duquesa de Devonshire (Asthall, 31 de março de 1920 – Edensor, 24 de setembro de 2014) foi uma aristocrata, escritora, memorialista e socialite britânica. Nascida Deborah Vivien Freeman-Mitford, ela era a mais jovem das seis irmãs Mitford, personalidades proeminentes da alta sociedade britânica nas décadas de 1930 e 1940.
Ela era tia materna de Max Mosley, ex-presidente da Federação Internacional do Automóvel, bem como avó da modelo Stella Tennant (1970–2020) e do aristocrata William Cavendish, Conde de Burlington.

## Biografia
Conhecida por sua família como Debo, Deborah Vivien Freeman-Mitford nasceu na Asthall Manor, em Asthall, em 31 de março de 1920. Seus pais eram David Freeman-Mitford, 2.º Barão Redesdale (1878–1958) e da sua esposa, Sydney Bowes (1880–1963). Ela se casou com o Lorde Andrew Cavendish, filho mais novo do 10.º Duque de Devonshire, em 1941. Quando o irmão mais velho do lorde, William, Marquês de Hartington, foi morto em combate em 1944, ele e Deborah tornaram-se herdeiros do ducado e adotaram o título de cortesia de Marqueses de Hartington. Em 1950, com a morte de seu pai, o Marquês de Hartington tornou-se o 11.º Duque de Devonshire e Deborah sua duquesa.
Em 1981, ela e o marido aderiram ao novo Partido Social Democrata do Reino Unido.
Deborah morreu de complicações de demência em Edensor em 24 de setembro de 2014, aos 94 anos. Seu funeral foi realizado em 2 de outubro de 2014 na St Peter's Church, em Edensor. Entre os convidados estavam o então Príncipe de Gales (mais tarde rei Carlos III) e sua esposa, Camilla.

## Descendência
Do seu casamaento com o Duque de Devonshire teve sete filhos:
- Mark Cavendish (nascido e falecido em 14 de novembro de 1941);
- Lady Emma Cavendish (nascida em 26 de março de 1943), casou-se com O Honorável Tobias William Tennant, filho do 2.º Lorde Glenconner, em 1963 e tem três filhos (incluindo a modelo Stella Tennant);
- Peregrine Cavendish, 12.º Duque de Devonshire (nascido em 27 de abril de 1944);
- Natimorto (abortado espontaneamente em dezembro de 1946 – a criança era gêmea de Victor Cavendish, nascido em 1947)[9];
- Lorde Victor Cavendish (nascido e falecido em 22 de maio de 1947)
- Lady Mary Cavendish (nascida e falecida em 5 de abril de 1953)
- Lady Sophia Louise Sydney Cavendish (nascida em 18 de março de 1957), casou-se em primeiras núpcias com Anthony William Lindsay Murphy em 1979, divorciou-se em 1987. Em 1988, ela se casou em segundas núpcias com Alastair Morrison, 3.º Barão Margadale, filho de James Morrison, 2.º Barão Margadale, com quem teve dois filhos. Após o divórcio, ela se casou, pela terceira vez, com William Topley em 1999.

## Publicações
- Chatsworth: The House (1980)
- The Estate: A View from Chatsworth (1990)
- The Farmyard at Chatsworth (1991)
- Treasures of Chatsworth: A Private View (1991)
- The Garden at Chatsworth (1999)
- Counting My Chickens and Other Home Thoughts (2002)
- The Chatsworth Cookery Book (2003)
- Round About Chatsworth (2005)
- Memories of Andrew Devonshire (2007)
- The Mitfords: Letters Between Six Sisters (2007) ISBN 0-06-137364-8
- In Tearing Haste: Letters Between Deborah Devonshire and Patrick Leigh Fermor (2008)
- Home to Roost . . . and Other Peckings (2009)
- Wait for Me!... Memoirs of the Youngest Mitford Sister (2010)
- All in One Basket (2011)
- Mitford, Diana, The Pursuit of Laughter (2008) – Introdução